# Romans för timmen
Romans för timmen är en låt av det svenska punkrock-bandet Noice. Låten återfinns som tredje låt på albumet Det ljuva livet, släppt i november 1981. Låten skrevs av keyboardisten Freddie Hansson. Låten var också B-sida till singeln "Dolce vita (Det ljuva livet)".
"Romans för timmen" finns med på livealbumet Live på Ritz, släppt 1982. Den finns också med på samlingsalbumen H.I.T.S., Flashback Number 12, Svenska popfavoriter och 17 klassiker. Versionen av låten på Flashback Number 12 och 17 klassiker är liveversionen från Live på Ritz.

## Musiker
- Hasse Carlsson – sång, gitarr
- Peo Thyrén – elbas
- Freddie Hansson – klaviatur
- Fredrik von Gerber – trummor